# Ànec cuapunxegut
L'ànec cuapunxegut (Anas georgica) és una espècie d'ocell de la família dels anàtids (Anatidae) que habita rius, llacs, llacunes costaneres i aiguamolls d'Amèrica del Sud, des del sud de Colòmbia i Equador cap al sud, per Perú, centre i sud de Bolívia, el Paraguai, sud-est del Brasil, Uruguai i Xile i Argentina, fins a la Terra del Foc. També a les illes Malvines i Geòrgia del Sud.